# آسترید لیندگرن
آسترید آنا امیلیا لیندگرن (Astrid Anna Emilia Lindgren) (زادهٔ ۱۴ نوامبر ۱۹۰۷ – درگذشتهٔ ۲۸ ژانویه ۲۰۰۲) نویسنده سوئدی کتاب‌های کودکان و نوجوانان بود که تعداد زیادی از کتاب‌هایش به ۸۵ زبان ترجمه و در بیش از ۱۰۰ کشور جهان منتشر شده‌است.

## زندگی
آسترید لیندگرن با نام اصلی آسترید آنا امیلیا اریکسون (Astrid Anna Emilia Ericsson) سال‌های اولیه زندگی خود را در خانه‌شان واقع در باغی بنام نس (Näs) در نزدیکی ویمربه که یکی از شهرهای استان اسملاند است گذراند. بیشتر داستان‌های او بر مبنای خاطرات دوران کودکی و زندگی خانواده‌اش در نس نوشته شده‌اند. اما یکی از مشهورترین شخصیت‌های داستان‌های او یعنی پی‌پی جوراب بلند را در اصل کارین دختر خردسالش زمانی که در بستر بیماری افتاده بود خلق کرد.
آسترید در سال ۱۹۴۴ با کتاب خود بنام درد دل‌های بریت ماری در یک مسابقه ادبی که توسط مؤسسه جدیدالتأسیس رابن و شوگرن (Rabén & Sjögren) برگزار شده بود شرکت کرد و برنده جایزه دوم این مسابقه گردید. وی در سال بعد نیز در همین مسابقه شرکت کرد و کتاب «پی پی جوراب بلنده» او که برای کودکان و نوجوانان نوشته شده بود جایزه اول این مسابقه را به دست آورد. این کتاب از آن زمان به بعد همواره یکی از محبوب‌ترین کتاب‌های کودکان در سراسر جهان بوده‌است. جالب آنکه آسترید لیندگرن قبل از برنده شدن در مسابقه، این کتاب را برای چاپ به مؤسسه انتشاراتی «بونیرش» (Bonniers) سپرد ولی آن مؤسسه کتاب را قابل چاپ تشخیص نداد و آن را برای وی پس فرستاد.
آسترید لیندگرن با انتشار کتاب‌هایش تقریباً بلافاصله به نویسنده‌ای مورد پذیرش و علاقه مردم تبدیل شد. اما از آنجا که بی‌اعتنایی به قدرت بزرگسالان و عدم رعایت احترام آنان یکی از خصوصیات ویژه اخلاقی قهرمانان خردسال کتاب‌های او بود، گاه گاه مورد خشم و غضب محافل محافظه‌کار جامعه قرار می‌گرفت.

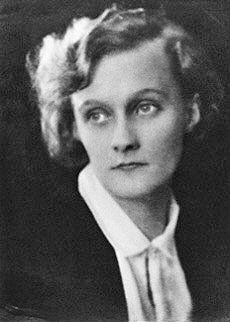
آسترید لیندگرن در سال ۱۹۲۴

در سال ۱۹۴۸ از طرف مجله دامرناز ورد (Damernas Värld - جهان بانوان) مأموریت یافت برای نوشتن مطالب و مقالات کوتاه دربارهٔ جامعه آمریکا به آن کشور سفر کند. نقل شده‌است که او در همان ابتدای ورود به آمریکا به‌علت مواجه شدن با تبعیض نژادی که در آن جامعه نسبت به سیاهان اعمال می‌شد شدیداً متأثر و ناراحت شده بود. وی چند سال بعد مجموعه مقالاتی را که در آمریکا نوشته بود در کتابی به‌نام «کتی در آمریکا» منتشر کرد.

## درگذشت
آسترید لیندگرن در سال ۲۰۰۲ و در سن ۹۴ سالگی درگذشت. دولت سوئد بعد از مرگ وی و برای گرامی‌داشت خاطره او «جایزه یادبود آسترید لیندگرن» را بنیاد نهاد. این جایزه، که مبلغ آن بالغ بر ۵ میلیون کرون سوئد است، بزرگ‌ترین جایزه نقدی جهان در رابطه با ادبیات کودک و نوجوان به حساب می‌آید. علاوه بر این بزرگ‌ترین بیمارستان کودکان سوئد در استکهلم نیز نام آسترید لیندگرن را بر خود دارد.

## جوایز، یادبودها

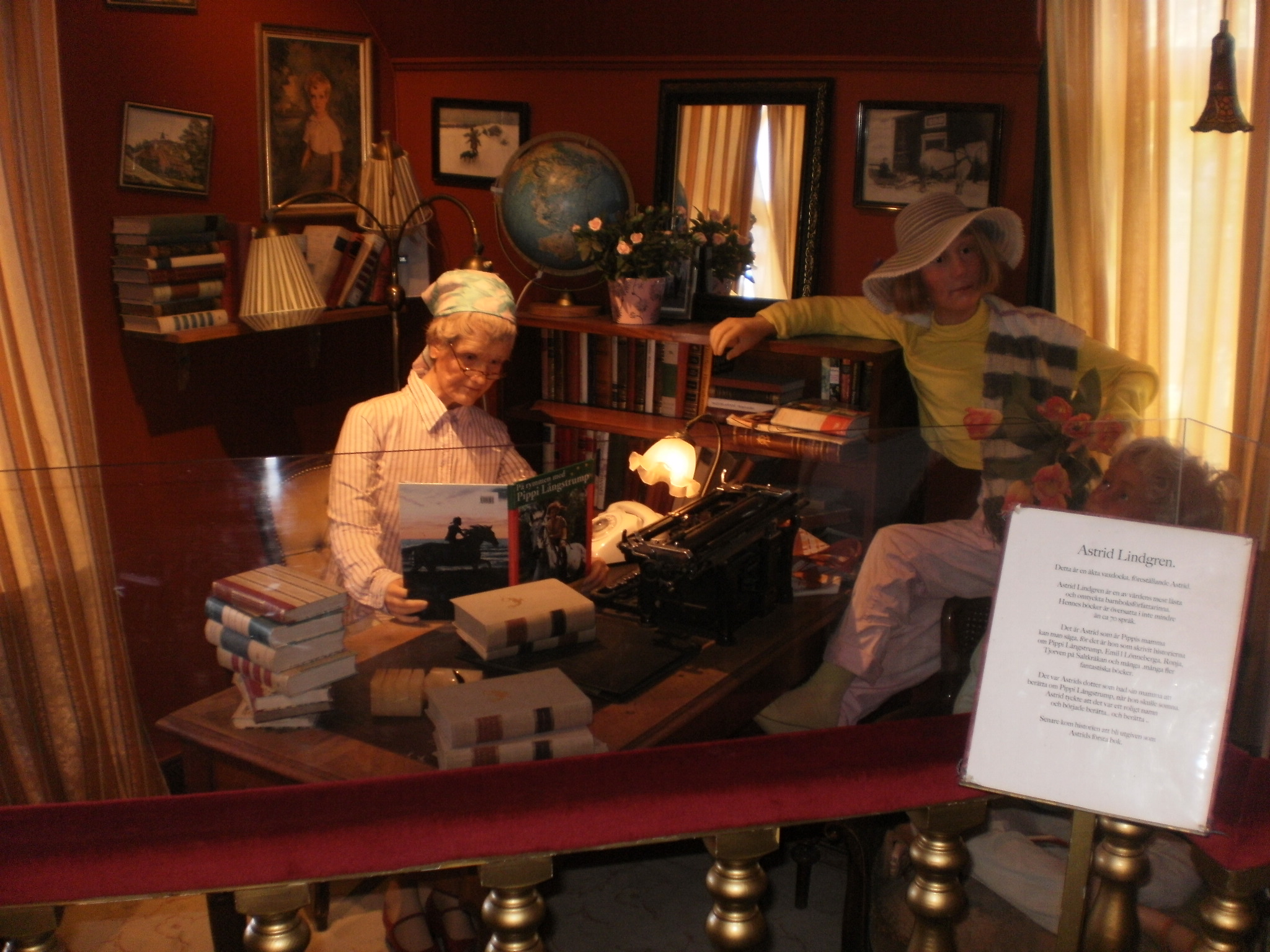
آسترید لیندگرن

در سال ۱۹۶۷ مؤسسه رابن و شوگرن بانی جایزه ادبی جدیدی شدکه آن را به افتخار آسترید و در رابطه با جشن تولد ۶۰ سالگی وی جایزه ادبی آسترید لیندگرن نام نهاد. این جایزه که مبلغ آن برابر ۴۰۰۰۰ کرون سوئد است هر ساله در روز تولد آسترید لیندگرن در ماه نوامبر به یکی از نویسندگان سوئدی کتاب‌های کودکان اهدا می‌شود.
آسترید به‌خاطر دفاع و حمایت از حقوق کودکان و حیوانات و همچنین مخالفت‌اش با تنبیه بدنی نیز شخص شناخته شده‌ای بود. در سال ۱۹۵۸ دومین دریافت‌کننده جایزه هانس کریستین آندرسن، جایزه بین‌المللی ادبیات کودک، بود و در سال ۱۹۹۳ جایزه بین‌المللی که به «آلترناتیو جایزه نوبل» معروف شده‌است به دلیل عدالت‌خواهی او، تعهدش نسبت به حاکم شدن فرهنگ عدم خشونت در جامعه، درک و همدردی وی با اقلیت‌ها و همچنین به‌خاطر عشق وی به طبیعت و کوششی که در راه حفظ آن به عمل می‌آورد به وی اعطا شد. یک برنامه رادیویی در نودمین سالروز تولدش او را به‌عنوان «زن سال سوئد» برگزید.
در سال ۲۰۰۵ مجموعهٔ نسخه‌های اصلی و دستنوشت کتاب‌های آسترید لیندگرن که در کتابخانه سلطنتی سوئد در (استکهلم) نگهداری می‌شود از طرف سازمان یونسکو به‌عنوان بخشی از میراث فرهنگی جهان به ثبت رسید.

## آثار
- درد دل‌های بریت ماری (Britt-Marie lättar sitt hjärta)
- پی پی جوراب بلنده (Pippi Långstrump)
- کارلسون روی پشت بام (Karlsson på taket)
- رونیا دختر یک راهزن (Ronja rövardotter)
- میو، میوی من (Mio, min Mio)
- برادران شیردل (Bröderna Lejonhjärta)
- ما بچه‌های بولربو (Barnen i Bullerbyn)
- آیا پی پی جوراب بلند را می‌شناسی (Känner du Pippi Långstrump)